# Catarina Zaccaria
Catarina Zaccaria ou Paleóloga (em grego: Αἰκατερίνα Παλαιολογίνα; m. 26 de agosto de 1462) foi a filha do último príncipe da Acaia, Centurião II.Em setembro de 1429, foi prometida para o déspota da Moreia bizantino Tomás Paleólogo, e casar-se-ia com ele em janeiro de 1430 em Mistras. Teve com ele quatro filhos: os oficiais André e Manuel e as damas Helena, que casar-se-ia com o déspota da Sérvia Lázaro Branković, e Zoé, que casar-se-ia com o grão-duque de Moscou Ivã III.
Catarina permaneceu no Despotado da Moreia como consorte de Tomás (basilissa) até a conquista pelo Império Otomano sob o sultão Maomé II, o Conquistador em 1460, depois do que ela fugiu à ilha de Corfu, então domínio da República de Veneza. Morreu ali em 26 de agosto de 1462, sendo enterrada no Mosteiro de Jasão e Sosípatro.